# Melaphe thrax
Melaphe thrax är en mångfotingart som först beskrevs av Brandt 1839.  Melaphe thrax ingår i släktet Melaphe och familjen Xystodesmidae. Inga underarter finns listade i Catalogue of Life.